# Ṣalāt al-ʿishāʾ
La ṣalāt al-ʿishāʾ (in arabo صلاة العشاء‎?) è una preghiera quotidiana notturna recitata di notte dai musulmani. Essa è la quinta delle cinque preghiere obbligatorie previste dall'Islam (la ṣalāt della sera inizia dopo che sia trascorso il tramonto (ṣalāt al-maghrib). Le cinque preghiere collettive sono uno dei cinque pilastri dell'Islam fra i sunniti e una delle dieci pratiche religiose (Furūʿ al-dīn) secondo gli sciiti. Essa è una preghiera costituita da quattro rakʿāt, le due prime delle quali sono accompagnate da formule recitate ad alta voce. Quando si è in viaggio, secondo alcuni madhhab, essa può essere ridotta a sole due rakʿāt.
Nell'Islam la ṣalāt al-ʿishāʾ è una preghiera quotidiana che richiede si effettuino quattro rakʿāt. Tuttavia, fra i sunniti, le due rakʿāt dopo la ṣalāt al-ʿishāʾ sono altamente raccomandate e così è per le 3 rakʿāt. È considerato wajib il Witr (preghiera da recitare fra la ṣalāt al-ʿishāʾ e la ṣalāt al-fajr). Ci sono alcune preghiere opzionali che possono essere recitate dopo la ṣalāt al-ʿishāʾ, e tra queste vi sono le Nafilat al-layl (insieme chiamate tahajjud), così come la tarawih durante il mese di Ramadan.

## Ihadithche ricordano le virtù dellaṣalāt al-ʿishāʾ
Othmàn ibn Affàn racconta di aver sentito dire al Profeta Maometto: "Colui il quale ha adempiuto una ṣalāt al-ʿishāʾ in congregazione con altri fedeli, è come se fosse rimasto in preghiera fino a mezzanotte, e chi ha offerto una ṣalāt al-Fajr è come se fosse rimasto in preghiera tutta la notte".

## Sunniti
Il periodo in cui la ṣalāt al-ʿIshāʾ va recitata è il seguente:
- Inizio: Secondo la scuola hanafita, la ṣalāt al-ʿishāʾ ha inizio quando si fa buio completo ed è scomparso qualsiasi chiarore dal cielo. Secondo le scuole malikita e sciafeita, il tempo inizia quando l'orizzonte rosso è scomparso dal cielo. Questi tempi possono essere approssimati utilizzando il sole come una unità di misura. Quando il sole è sceso di 12 gradi sotto l'orizzonte, ciò equivale alla scomparsa del rosso dal cielo. Per il raggiungimento del buio completo, alcuni astronomi sostengono che si verifica quando il sole è sceso di 15 gradi sotto l'orizzonte, mentre altri usano il più sicuro metro dei 18 gradi.
- Fine: All'alba, quando inizia il tempo della preghiera del Fajr. Tuttavia, non è visto di buon occhio (e peccato secondo la scuola malikita) ritardare la preghiera senza una giustificazione legittima passato il primo terzo della notte (la "notte" nella Legge islamica: il tempo fra l'inizio del Maghrib e quello del Fajr). Secondo un parere di minoranza della scuola malikita, il divieto è di ritardare la preghiera al di là di 1/2 della notte anziché 1/3.

## Sciiti
Il periodo in cui la ṣalāt al-ʿIshāʾva recitata è il seguente:
- Inizio: dopo aver recitato la salat al-Maghrib (preghiera quotidiana del tramonto).[2]
- Fine: all'inizio dell'alba.

Tuttavia, è molto importante recitare la preghiera, appena possibile.